# Chiesa di San Gaudenzio (Pianosa)
La chiesa di San Gaudenzio è un edificio sacro che si trova sull'isola di Pianosa, nel comune di Campo nell'Elba.
È ricordata in una bolla pontificia del 1º ottobre 1538 con la quale papa Paolo III ne assegnava le rendite al cavalier Giorgio Ugolini di Firenze, ma notizie intorno alla giurisdizione religiosa sull'isola appaiono in documenti più antichi. Nel 1138 essa fu donata dal Comune di Pisa a Balduino, arcivescovo della città, e nel 1284, pochi mesi prima della battaglia della Meloria, venne trattato con Genova lo scambio tra il chierico di San Siro in Ponte prigioniero pisano ed il pievano di Pianosa rinchiuso nelle carceri genovesi. Definita da un'unica navata con volta a botte, la chiesa è stata completamente ristrutturata ed affrescata nel 1942.